# Боже дитя (книга)
«Боже дитя» (англ. Child of God, 1973) — третій роман американського письменника Кормака Маккарті. Він описує життя жорстокого ізгоя та серійного вбивці в 1960-х роках в Аппалачах Теннессі.
Хоча роман отримав схвальні відгуки критиків, він не мав фінансового успіху. Як і його попередник «Зовнішня пітьма» (1968), «Боже дитя» засвідчив інтерес Маккарті до використання крайньої ізоляції, збочень і насильства для зображення людського досвіду. Маккарті ігнорує літературні конвенції — наприклад, він не використовує лапки — і перемикається між кількома стилями письма, такими як описи фактів, надзвичайно детальна проза, яскраві та мальовничі пасторальні образи і розмовна оповідь від першої особи (при цьому наратор залишається неідентифікованим).

## Короткий зміст сюжету
Дія роману відбувається в гірському окрузі Сев'єр, штат Теннессі, у 1960-х роках, і розповідає історію Лестера Балларда, позбавленого власності, жорстокого чоловіка, якого оповідач називає «Божим дитям, схожим на вас, можливо, навіть більше, ніж ви самі». Балларда насильно виселяють з його будинку, який продають на аукціоні іншому мешканцю округу Сев'єр, Джону Гріру. Тепер бездомний, Баллард починає самовільно селитися в покинутій двокімнатній хатині і вуайєристично підглядати за молодими парами в їхніх автомобілях біля повороту на Жаб'ячу гору. Балларда помилково звинувачують у зґвалтуванні жінки, яку він знаходить сплячою на узбіччі дороги, і ув'язнюють на дев'ять днів. Розповідь оповідача переплітається з розповідями містян про раннє життя Балларда, які розповідають про його ранню агресивну поведінку та самогубство батька.
Під час полювання на білок Баллард натрапляє на мертву пару в машині, що зупинилася. Він краде гроші подружжя, ґвалтує труп жінки і ховає її тіло на горищі своєї хатини. Хатина Балларда згорає разом із трупом, і він переносить рештки свого майна до сусідньої печери. Баллард відвідує будинок свого друга, де знаходить лише його доньку та дитину-інваліда. Коли донька відкидає його сексуальні домагання, він вбиває її і підпалює будинок, а її тіло ховає в печері. Пізніше Баллард стріляє в подружжя в їхній машині. Коли він тікає з місця злочину з тілом жінки, то бачить, що чоловік вижив і поїхав геть. Під впливом цієї серії вбивств шериф округу починає розслідування справи Балларда. Округ затоплює повінь, і шериф згадує історію самосуду з Whitecapping і Blue Bills.
Баллард невдало намагається вбити Джона Гріра, нинішнього власника свого колишнього будинку, і отримує у відповідь кулю. Він прокидається прикутим наручниками до лікарняного ліжка під охороною. Однієї ночі в його лікарняній палаті з'являється група чоловіків, які вимагають розповісти, де він зберігає тіла своїх жертв. Спочатку Баллард прикидається невинним, але пропонує відвести чоловіків до тіл, коли вони погрожують його повісити. Баллард приводить їх до печери, де йому вдається втекти через щілину, занадто малу, щоб інші чоловіки змогли туди пролізти. Три дні Баллард блукає печерою в маренні, шукаючи вихід. Врешті-решт він пролазить крізь невелику щілину на поверхню і повертається до лікарні.
Замість того, щоб постати перед судом, Балларда відправляють до психіатричної лікарні, де він підхоплює пневмонію і невдовзі помирає. Протягом трьох місяців перед похованням його останки розтинають студенти-медики в Мемфісі. Навесні того ж року плуг фермера провалився у воронку в окрузі Сев'єр, відкривши печерну камеру з тілами семи жертв Балларда.

## Теми
Наскрізні теми роману — жорстокість, ізоляція, моральна деградація людини та роль у цьому долі та суспільства. В інтерв'ю Джеймсу Франко, режисеру екранізації роману, Маккарті зазначив, що «такі люди, як він [Баллард], є скрізь навколо нас». Однією з головних тем роману є сексуальна девіантність, зокрема некрофілія. Баллард, який з роману ясно показує, що не може мати звичайні романтичні стосунки, зрештою впадає в некрофілію після того, як знайшов в покинутій машині мертву пару. Після того, як його «перше кохання» згоріло під час пожежі, він починає діяти на випередження, створюючи мертвих жінок-партнерок, розстрілюючи їх з гвинтівки. Баллард також не відчуває різниці між дорослими жінками та молодими дівчатами, одного разу вбиваючи дівчину, яку перед тим запитав: «Як так сталося, що ти носиш ці штани? Ти ж нічого не бачиш». Ще одна тема, яку розглядає роман, — це виживання. У міру того, як суспільство заганяє Балларда все далі і далі в кут, він деградує до варварського виживання, живе в печері, краде їжу і хитрощами тікає після того, як його схоплює група мстивих чоловіків. Подібно до пізнішого роману Маккарті «Кривавий меридіан», роман досліджує природу жорстокості, зображуючи насильство як вічну рушійну силу людства:
«Він виринув, розмахуючи руками і бризкаючи бризками, і почав продиратися до лінії верб, що позначала затоплений берег струмка. Він не вмів плавати, але як його втопиш? Його гнів, здавалося, піднімав його на ноги. Здається, тут спрацювала якась зупинка на шляху речей. Погляньте на нього. Можна сказати, що його підтримують інші люди, як і вас. Він заселив берег людьми, які кличуть його. Раса, яка присмоктується до скалічених і божевільних, яка хоче їхньої поганої крові у своїй історії, і вона її отримає. Але вони хочуть життя цього чоловіка. Він чув, як вони шукали його вночі з ліхтарями і криками про кару. Як же він витримає? Чи, радше, чому ці води не приймають його?»
Цей уривок разюче нагадує останні сторінки «Кривавого меридіана», де суддя Голден заявляє, що війна прекрасна, порівнюючи її з танцем. Основний текст роману завершується сценою, де суддя стоїть у центрі бару і згуртовує навколо себе галасливих чоловіків своїм виступом: «Він танцює у світлі і в тіні, і він великий улюбленець. Він ніколи не спить, суддя. Він танцює, танцює. Він каже, що ніколи не помре».

## Відгук
У 2014 році Джейсон Даймонд з Flavorwire назвав «Боже дитя» третьою найкращою книгою Маккарті.

## Історичні довідки
В інтерв'ю 1992 року Маккарті заявив, що персонаж Балларда заснований на неназваній історичній особі. Незважаючи на свою сюрреалістичну спрямованість, «Боже дитя» містить багато ненав'язливих історичних подробиць про округ Сев'єр, штат Теннессі, включаючи згадки про місцеві групи пильності, схожі на Ку-клукс-клан, 1890-х років, відомі як Whitecapping і Blue Bills. Кажуть, що дід Балларда належав до Whitecapping.

## Техаська книжкова суперечка
У жовтні 2007 року «Боже дитя» опинилося в центрі суперечки щодо викладання в середній школі імені Джима Неда в Тусколі, штат Техас. Калеб Тірс, викладач поглибленого вивчення англійської мови та тренер Jim Ned, призначив книжковий звіт, для якого 14-річний учень вибрав цю назву. Коли мати учня поскаржилася, Тірса відправили в оплачувану адміністративну відпустку. Справу було розслідувано, і Тірсу не висунули звинувачень, але його контракт викладача не було продовжено.

## Екранізація
У лютому 2012 року Джеймс Франко почав зйомки екранізації «Божого дитяти» в Хіллсборо, Західна Вірджинія. У фільмі зіграли Скотт Гейз у ролі Лестера Балларда та Джим Перрак у ролі заступника Коттона, представника закону округу Сев'єр. Фільм був відібраний для показу в офіційному конкурсі на 70-му Венеціанському міжнародному кінофестивалі та був офіційним відбором Міжнародного кінофестивалю в Торонто 2013 року. Фільм отримав змішані або негативні відгуки, отримавши рейтинг 42 % на агрегаторі оглядів Rotten Tomatoes із середнім балом 4,90/10. В рецензіях сайту зазначено: «Очевидно благоговійна адаптація, яка не вміє обґрунтовувати вихідний матеріал, який було перетворено на фільм, „Боже дитя“ вважає режисера Джеймса Франко кращим за роман Кормака Маккарті».